# Nectria polyporina
Nectria polyporina är en svampart som beskrevs av Petch 1941. Nectria polyporina ingår i släktet Nectria och familjen Nectriaceae.   Inga underarter finns listade i Catalogue of Life.